# 張志俊
張志俊（1946年3月13日—），河南郑州人，是中國太極拳家，陈式太极拳第十一代传人，師從陳照奎，為陳照奎門下「郑州三张」之首。自號「太极闲人」。

## 生平
出生於河南省焦作市龍洞鄉許和村，家境贫苦，上完初一後便下煤窑工作。後又在纺织厂當工人。
1973年，張志俊一年內六下陈家沟学习太极拳。同年邀請陈式太极拳第十代传人陳照奎到鄭州教拳。1974年至1981年間，陈照奎先後七次到鄭州市的張志俊家中开班授拳。
1980年，張志俊应郑州市体委和郑州市武协之邀，開始對外授拳。在1980至1984年期间，共有三千多人向他拜師學藝，其中不少弟子在全国乃至國際性的武術比赛中得獎。1983年，他與來鄭州參訪的全日本少林寺流空手道联盟錬心馆代表團切磋，擊敗該團的多名高手。
1984年到2000年間，闭门研究太極拳理論共16年，於2000年復出，提出了「梢节领劲，两头卷屈」的理論。2011年，中央電視台《走近科学》栏目製作了《解密太极传说》節目，對張志俊進行報導。

## 弟子
其弟子包括李文钦、翟文胜、孙长海、郭运海、杨立新、张春、李朝金等人。

## 相關事件
2008年，張志俊為紀念師傅陈照奎诞辰80周年而製作了名為「太极宗师饼」的普洱茶饼，一套售价999元，因其中使用了陈照奎的肖像，遭陳照奎獨子陈瑜以「擅自使用先父的名誉、姓名和肖像卖茶饼牟利」為由提告，索賠15万元。該案於北京市崇文区人民法院審理，最終經過法官的調解，陈瑜同意張志俊以2萬元解決此事，师兄弟言和。

## 外部連結
- 走近科学《解密太极传说》 （页面存档备份，存于）